# Shadows Collide with People
Shadows Collide With People är ett musikalbum av John Frusciante släppt 23 februari 2004. Albumet är en del i hans sex skivor på sex månader-serie.

På denna skiva är det låtskrivaren John Frusciante och inte gitarristen John Frusciante som står i centrum, gitarrerna är oftast mycket sparsmakade.
Skivan för tankarna till 60-talspopen, till exempel Beatles.
Gästartister:
- Josh Klinghoffer (Diverse Instrument & sång)
- Chad Smith (Trummor)
- Omar Rodriguez-Lopez (Gitarr) "Chances" & "23 Go in to End"
- Michael Balzary (Bas)  "The Slaughter"

## Låtlista
1. "Carvel" - 4:13
2. "Omission" - 4:34
3. "Regret" - 2:58
4. "Ricky" - 3:57
5. "Second Walk" - 1:43
6. "Every Person" - 2:38
7. "-00Ghost27" - 3:50
8. "Wednesday's Song" - 3:31
9. "This Cold" - 2:00
10. "Failure33 Object" - 2:56
11. "Song to Sing When I'm Lonely" - 3:16
12. "Time Goes Back" - 3:23
13. "In Relief" - 3:36
14. "Water" - 4:06
15. "Of Before" - 3:17 (Endast i Japan)
16. "Cut-Out" - 3:34
17. "Chances" - 1:49
18. "23 Go in to End" - 6:42
19. "The Slaughter" - 3:53